# William Forsyth Sharpe
William Forsyth Sharpe (Cambridge, EUA 1934) és un economista estatunidenc guardonat amb el Premi Nobel d'Economia l'any 1990.

## Biografia
Va néixer el 16 de juny de 1934 a la ciutat de Cambridge, població situada a l'estat nord-americà de Massachusetts. Va estudiar economia a la Universitat de Califòrnia a Los Angeles, on es va doctorar l'any 1961. Entre 1957 i 1961 va treballar a la Rand Corporation al costat de Harry Markowitz i, posteriorment, va ser professor de la Universitat de Washington entre 1961 i 1968, i des de 1970 de la Universitat Stanford.

## Recerca econòmica
Va establir un model per a fixar el preu dels actius financers conegut com a Capital Asset Pricing Model (CAPM). Per aquest model un inversor pot escollir una exposició al risc a través d'una combinació de valors de renda fixa i una cartera de renda variable. La composició òptima de la cartera depèn de la valoració de les perspectives dels actius que faci l'inversor, i no de l'actitud cap al risc. Si cada actiu contribueix al risc total en un valor determinat, els ingressos esperat, el premi al risc variaran en proporció directa a aquest valor. Aquestes relacions es generen a través dels preus, pel que els riscos són susceptibles d'eliminar-se, i les decisions de la cartera acaben sent consistents.
També va desenvolupar el denominat Sharpe ràtio, que permet l'anàlisi del comportament del rendiment d'una inversió en funció del risc.
L'any 1990 fou guardonat amb el Premi Nobel d'Economia pels seus estudis de la teoria econòmica enfocats en el camp empresarial, juntament amb Harry Markowitz i Merton Miller. Un premi no exempt de polèmica donada la seva utilitat puntual dins la vasta ciència econòmica.

## Obra seleccionada
- 1970: Portfolio Theory and Capital Markets
- 1987: Asset Allocation Tools
- 1999: Investments, amb Gordon J. Alexander i Jeffrey Bailey
- 2000: Fundamentals of Investments, amb Gordon J. Alexander i Jeffrey Bailey